# Sentença Arbitral de Torrellas

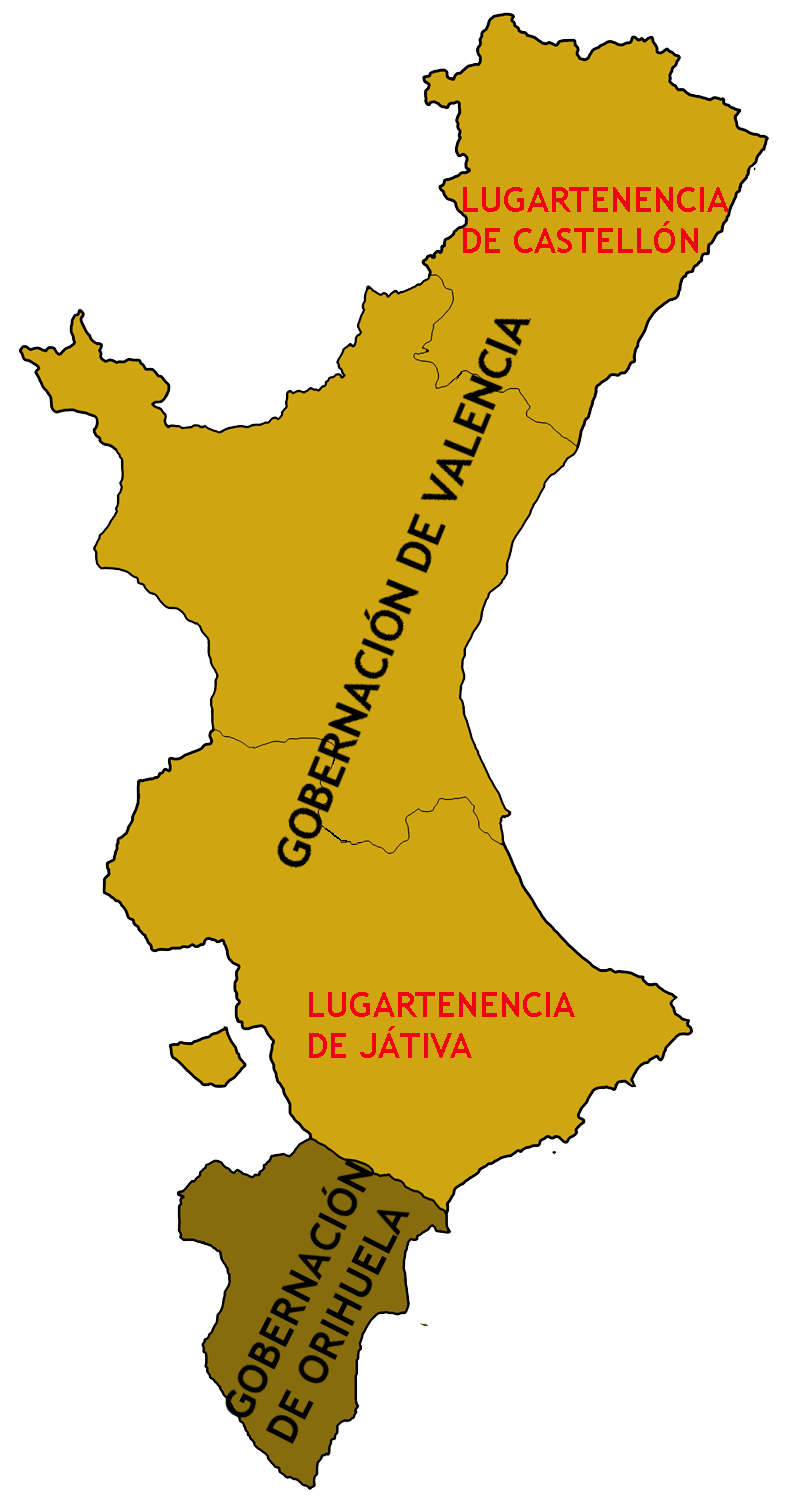
Os territórios concedidos ao Reino de Valência após a Sentença Arbitral de Torrellas e o Tratado de Elche formaram a Procuradoria General de Orihuela.

A Sentença Arbitral de Torrellas foi um acordo estabelecido entre os representantes do reino de Castela, do reino de Aragão, e do reino de Portugal em 8 de agosto de 1304, relativo às fronteiras do reino de Múrcia e às reclamações do trono castelhano-leonês por Afonso de la Cerda, neto de Afonso X o Sábio. A assinatura do acordo aconteceu no município saragoçano de Torrellas.
As cláusulas da sentença foram aprovadas pelos reis Fernando IV de Castela, Jaime II de Aragão, Dinis I de Portugal e Maomé III de Granada.

## A Sentença Arbitral de Torrellas
Em  8 de agosto de 1304, na vila saragoçana de Torrellas, o rei Dinis I de Portugal, o Arcebispo de Saragoça, Jimeno de Luna, em nome do Reino de Aragão, e o infante João de Castela "o de Tarifa", representando a Castela, publicaram as cláusulas da Sentença Arbitral de Torrellas. O propósito da negociação era pôr fim às disputas entre o reino de Castela e o reino de Aragão pela posse do reino de Múrcia. Maomé III de Granada participou nas conversações a pedido de Fernando IV de Castela, que dispôs que no tratado de paz e aliança entre os reinos cristãos da península interviesse o sultão de Granada, pois tinha interesse por manter a amizade, a submissão e as párias que cada ano se via obrigado a abonar ao rei de Castela o monarca granadino, e que constituíam um apreciado recurso para o Reino de Castela. Portanto, Jaime II de Aragão e o rei Dinis I de Portugal avieram-se a manter boas relações com o Reino Nacérida de Granada.
Segundo o disposto na Sentença, o reino de Múrcia, que então se achava nas mãos de Jaime II de Aragão, seria repartido entre o reino de Aragão e o reino de Castela, e ao longo do rio Segura seria estabelecida a fronteira meridional do Aragão. As cidades de Alicante, Elche, Orihuela, Novelda, e Elda, bem como as povoações de Abanilla, Petrel, Crevillent, e Sax, continuariam em poder do monarca aragonês. A Sentença Arbitral reconhecia a posse por parte do reino de Castela e Leão das cidades de Múrcia, Monteagudo, Alhama, Lorca e Molina de Segura. Os cidadãos afetados pela troca de soberania teriam liberdade para permanecer nas suas cidades e vilas se o desejar, ou bem poderiam abandonar livremente o território. Ao mesmo tempo, os dois reinos acordaram conceder a liberdade aos prisioneiros de guerra, assim como ser ambos inimigos dos inimigos de cada um deles, excetuando a Santa Sé e o reino da França. O senhorio de Villena continuou sendo propriedade de João Manuel de Castela, filho do infante Manuel de Castela e neto de Fernando III o Santo, mas as terras nas quais se assentava permaneceriam sob soberania aragonesa.
Em 8 de agosto de 1304, os reis de Portugal e Aragão pronunciaram-se, em presença do infante Juan de Castela "o de Tarifa", sobre as reclamações dos infantes de la Cerda. A Afonso de la Cerda, apoiado por Jaime II de Aragão, foram concedidos como compensação pela sua renúncia ao trono de Castela uma série de senhorios e posses, dispersos por todo o território castelhano-leonês a fim de evitar a formação de um microestado, entre os que figuravam os de Alba de Tormes, Valdecorneja, Gibraleón, Béjar e o Real de Mançanares, além do castelo de Monzón de Campos, Gatón de Campos, La Algava, e Lemos. Adicionalmente, concederam-se a Afonso de la Cerda numerosas rendas e posses em Medina del Campo, Córdova, Toledo, Bonilla e Madrid. Fernando IV de Castela, que desejava que o seu parente Afonso de la Cerda disfutasse de uma renda anual de 400 000 maravedis, dispôs que se as rendas das posses que lhe fossem donadas não atingiam essa quantidade lhe entregaria outros territórios até as rendas atingirem tal cifra. Ao mesmo tempo, foi acordado que, em prova de que o monarca castelhano entregaria estes senhorios a Afonso de la Cerda, os castelos de Alfaro, Cervera, Curiel de los Ángeles e Gumiel seriam entregados a quatro ricos-homens por trinta anos.
Pela sua vez, Afonso de la Cerda renunciou aos seus direitos ao trono castelhano-leonês, a usar os títulos régios, e a usar o selo real. Ao mesmo tempo, comprometia-se a devolver ao rei as praças de Almazón, Sória, Deza, Serón, Alcalá, e Almenara. Porém, pouco tempo depois voltou a usar os símbolos da realeza, contravindo o acordado em Torrellas. A questão dos direitos ao trono de Afonso de la Cerda resolveu-se definitivamente em vida do filho e sucessor de Fernando IV, Afonso XI, quando em 1331, em Burguillos, Afonso de la Cerda rendeu homenagem ao rei de Castela e Leão. Assim foi resolvido o problema originado em 1275 à morte do infante Fernando de la Cerda, pai de Afonso de la Cerda e filho e herdeiro de Afonso X o Sábio, cujos direitos ao trono foram ignorados por Sancho IV, pai de Fernando IV de Castela.
Fernando IV de Castela comprometeu-se a que as cláusulas da Sentença Arbitral deveriam ser juradas e acatadas pelos ricos-homens, os magnatas, os Mestres das Ordens Militares de Santiago, Calatrava, Templários e Hospital, e pelos concelhos dos seus reinos.
No Inverno de 1305, encontrando-se Fernando IV na cidade de Guadalajara, o monarca recebeu a homenagem do seu primo Fernando de la Cerda, que agia no nome do seu irmão, Afonso de la Cerda. Este último manifestou por meio do seu irmão que recebera os castelos e senhorios que lhe foram adjudicados na Sentença Arbitral de Torrellas, e rendeu pela primeira vez homenagem a Fernando IV.